# Manola xenocera
Manola xenocera là một loài ruồi trong họ Tachinidae.